# Belyta zetterstedtii
Belyta zetterstedtii är en stekelart som beskrevs av Dalla Torre 1890. Belyta zetterstedtii ingår i släktet Belyta, och familjen hyllhornsteklar. Arten är reproducerande i Sverige.